# Concours international de solutions
Le Concours international de solutions (de problèmes d'échecs) (ISC en Anglais) a lieu le 3e ou le 4e dimanche de janvier.
Il s'agit d'un concours de résolution de problèmes d'échecs organisé simultanément dans le monde entier.
Le premier Concours International de Solutions a eu lieu en janvier 2005.
Le Concours de janvier 2007 a donné lieu à 30 tournois simultanés organisés dans 25 pays différents et a réuni 239 solutionnistes.
Ce concours est pris en compte dans le classement de solutionniste.

## Palmarès
Les résultats sont visibles sur le site de la WFCC.
| Année | Nombre de pays participants | Vainqueur        |
| ----- | --------------------------- | ---------------- |
| 2005  | 23                          | Roland Baier     |
| 2006  | 25                          | Alexei Lebedev   |
| 2007  | 25                          | Bojan Vučković   |
| 2008  | 27                          | Boris Tummes     |
| 2009  | 27                          | Piotr Murdzia    |
| 2010  |                             | Eddy Van Beers   |
| 2011  |                             | John Nunn        |
| 2012  | 27                          | Eddy Van Beers   |
| 2013  | 27                          | Kacper Piorun    |
| 2014  | 30                          | Piotr Murdzia    |
| 2015  | 26                          | Piotr Murdzia    |
| 2016  | 27                          | Piotr Murdzia    |
| 2017  | 29                          | John Nunn        |
| 2018  | 31                          | Piotr Murdzia    |
| 2019  | 33                          | Piotr Murdzia    |
| 2020  | 31                          | Ulrich Voigt     |
| 2021  | 10                          | Danila Pavlov    |
| 2022  | 20                          | Danila Pavlov    |
| 2023  | 26                          | Ofer Comay       |
| 2024  | 26                          | Andreï Selivanov |
| 2025  | 28                          | Araz Almammadov  |